# Rapid Athene (piłka nożna kobiet)
Rapid Athene Kvinner – kobieca sekcja piłki nożnej norweskiego klubu sportowego Rapid Athene, mający siedzibę w mieście Moss, na południu kraju, występujący w latach 1997–2001 w rozgrywkach Toppserien. 

## Historia
Chronologia nazw:
- 27.12.1996: Athene Moss – po przejęciu kobiecej sekcji SK Sprint-Jeløy
- 2001: sekcja rozwiązana
- 11.02.2011: Rapid Athene – po fuzji z SK Rapid

Kobieca drużyna piłkarska Athene Moss została założona w miejscowości Moss 27 grudnia 1996 roku jako sekcja klubu sportowego Athene Moss. Aby startować na najwyższym poziomie piłki nożnej została przejęta kobieca sekcja miejscowego rywala SK Sprint-Jeløy. W 1997 drużyna przystąpiła do rozgrywek. W debiutowym sezonie 1997 zespół startował w rozgrywkach Eliteserien, zajmując ósme miejsce. W następnym sezonie zdobył brązowe medale mistrzostw, a w 1999 dotarł do finału Pucharu kraju. W 2000 roku liga zmieniła nazwę na Toppserien, a drużyna uplasowała się na piątej pozycji. W następnym sezonie zajął 10.miejsce i został zdegradowany do 1. divisjon. Po spadku z Toppserien w 2001 drużyna seniorów została szybko rozwiązana, ale klub nadal posiadał drużyny w młodszych grupach wiekowych.
W 2010 roku klub rozpoczął projekt współpracy ze Sportsklubben Rapid (z którym współpracował także we wcześniejszym okresie). Rok później, 11 lutego 2011 roku, doszło do fuzji i nowy klub otrzymał nazwę Rapid Athene.

## Barwy klubowe, strój, herb, hymn
|  |  |

Klub ma barwy niebiesko-żółte. Piłkarki domowe spotkania zazwyczaj grają w żółtych koszulkach, niebieskich spodenkach oraz niebieskich getrach.

## Sukcesy

### Trofea międzynarodowe
Do chwili obecnej klub jeszcze nigdy nie zakwalifikował się do rozgrywek europejskich.

### Trofea krajowe
| \| \| Zdobyte trofea w rozgrywkach Norwegii (stan na: 31-12-2023) \| |                                                             |      |          |
| Rozgrywki                                                            | Osiągnięcie                                                 | Razy | Sezon(y) |
| Mistrzostwo                                                          | I miejsce                                                   | 0    |          |
| Mistrzostwo                                                          | II miejsce                                                  | 0    |          |
| Mistrzostwo                                                          | III miejsce                                                 | 1    | 1998     |
| Puchar                                                               | zdobywca                                                    | 0    |          |
| Puchar                                                               | finalista                                                   | 1    | 1999     |
| II liga                                                              | I miejsce                                                   | 0    |          |
| II liga                                                              | II miejsce                                                  | 0    |          |
| II liga                                                              | III miejsce                                                 | 0    |          |
| Norwegia                                                             | Zdobyte trofea w rozgrywkach Norwegii (stan na: 31-12-2023) |      |          |

## Poszczególne sezony

### Rozgrywki międzynarodowe

#### Europejskie puchary
Do 2024 roku klub nie uczestniczył w rozgrywkach europejskich.

### Rozgrywki krajowe
| \| Norwegia \| Bilans występów klubu w rozgrywkach piłkarskich Norwegii (Stan na 31 grudnia 2023 r.) \| \| |                                                                                       |        |       |   |   |   |    |    |     |           |        |        |      |
| Poziom | Rozgrywki                                                                             | Sezony | Mecze | Z | R | P | B+ | B– | Pkt | Lata      | Awanse | Spadki | Naj. |
| I | 1. divisjon / Eliteserien / Toppserien                                                | 5      |       |   |   |   |    |    |     | 1997–2001 | 0      | 1      | 3    |
| II | 2. divisjon / 1. divisjon                                                             | 0      |       |   |   |   |    |    |     |           | 0      | 0      |      |
| III | 3. divisjon / 2. divisjon                                                             | 0      |       |   |   |   |    |    |     |           | 0      | 0      |      |
| | Puchar Norwegii                                                                       | 5      |       |   |   |   |    |    |     | 1997–2001 | 0      | 0      | 2    |
| Norwegia                                                                                                   | Bilans występów klubu w rozgrywkach piłkarskich Norwegii (Stan na 31 grudnia 2023 r.) |        |       |   |   |   |    |    |     |           |        |        |      |

## Piłkarki, trenerzy, prezydenci i właściciele klubu

### Trenerzy
...
- od 20??:  Christian Olsen

## Struktura klubu

### Stadion
Drużyna rozgrywa swoje mecze domowe w Moss na stadionie Melløs, który może pomieścić 9.000 widzów.

## Kibice i rywalizacja z innymi klubami

### Derby
- Asker
- Kolbotn
- LSK Kvinner
- Røa
- Stabæk
- Vålerenga